# Макдэйд, Джонни
Джонни Макдэйд (англ. Johnny McDaid; род. 24 июля 1976, Дерри) — бывший вокалист и автор песен группы Vega 4. В сотрудничестве с Paul van Dyk написал песню Times Of Our Lives для альбома Reflections, который был номинирован Грэмми. В данный момент совместно с Paul van Dyk работает над новым альбомом, который должен выйти в 2009 году.
С 2011 года является гитаристом и пианистом группы Snow Patrol. Для сольных работ также использует псевдоним Fieldwork. Его композиция This Is Not The End озвучила трейлер фильма «Грань будущего».
Был помолвлен с Кортни Кокс.